# Bossolasco
Bossolasco (piemontesisch Bossolasch) ist eine Gemeinde in der italienischen Provinz Cuneo (CN), Region Piemont. 

## Lage und Einwohner
Bossolasco liegt 52 km von der Provinzhauptstadt Cuneo, erhöht auf einem Hügel, mit einer Höhe von 757 m s.l.m. in der Weinregion Langhe. Das Gemeindegebiet umfasst eine Fläche von 14,35 km² und hat 652 Einwohner (Stand 31. Dezember 2023). Zur Gemeinde zählt auch die Fraktion (Frazioni) Bossolaschetto. Bossolasco ist Teil der Bergkommune Comunità Montana Alta Langa. Bei Bossolasco wird in beschränktem maße Weinbau betrieben. Die Beeren der Rebsorten Spätburgunder und/oder Chardonnay dürfen zum Schaumwein Alta Langa verarbeitet werden.
Die Nachbargemeinden sind Bonvicino, Cissone, Dogliani, Feisoglio, Murazzano, Niella Belbo, San Benedetto Belbo, Serravalle Langhe und Somano. 

## Geschichte

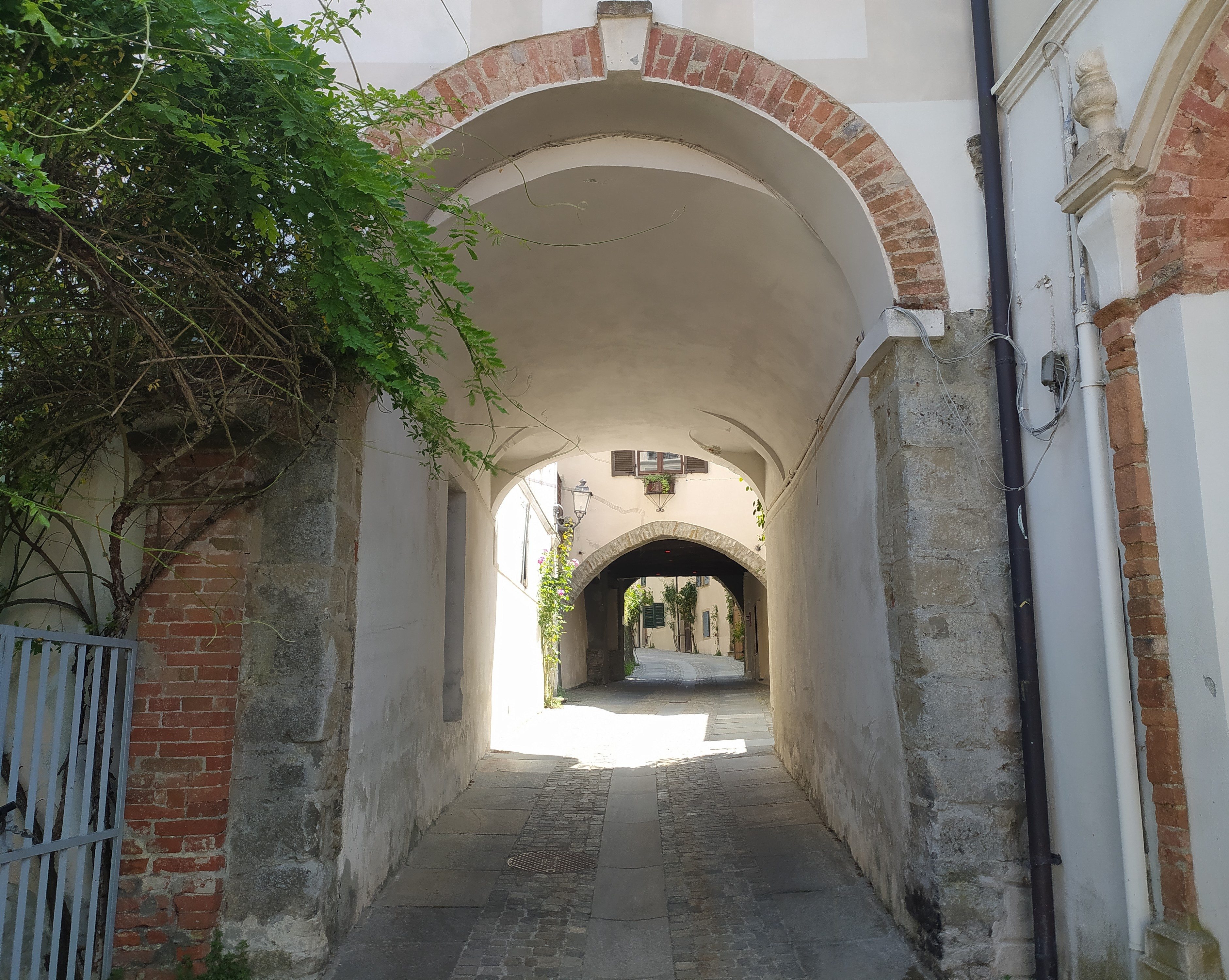
Steinbögen im historischen Zentrum

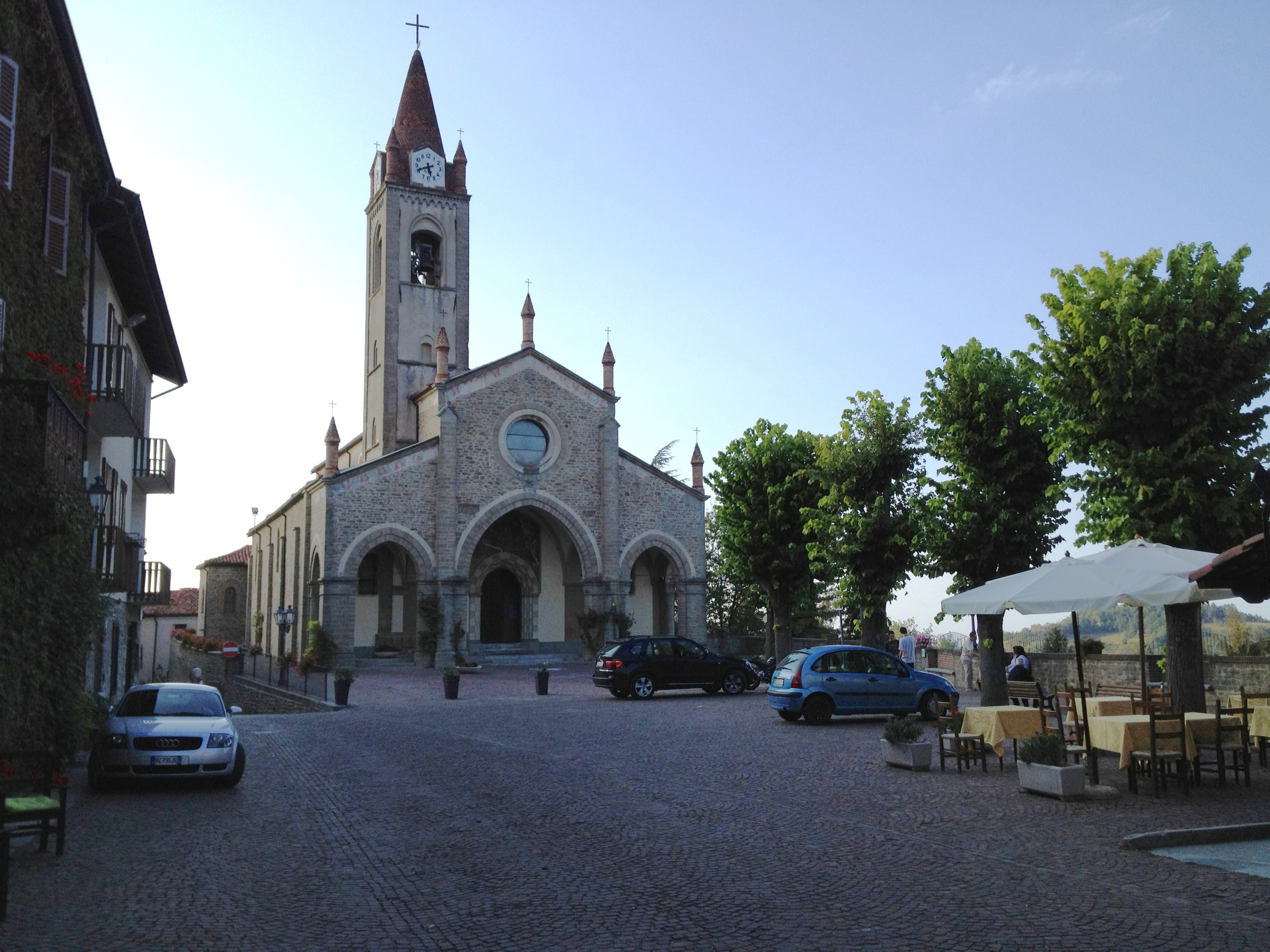
Kirche San Giovanni Battista

Bossolasco, vom lateinischen „Buxolascum“, was „Ort der Buchsbaumwälder“ bedeutet. Aus geschichtlichen Dokumenten ist bekannt, dass der Ort einst von einer imposanten Burg beträchtlicher Größe dominiert wurde. Heute gibt es aber leider keinerlei Ruine oder Reste dieser einst mächtigen Anlage.

## Sehenswürdigkeiten
- Die Kirche Parrocchiale di San Giovanni Battista. Die ersten Dokumente, die die Anwesenheit einer Kirche bezeugen, stammen aus dem Jahr 1327. Von da an wurde sie immer wieder umgebaut und verändert. Der älteste, heute noch bestehende Gebäudeteil ist der Glockenturm aus Naturstein, der zwischen 1462 und 1464 gebaut wurde.
- Das Herrschaftshaus Palazzo dei Del Carretto
- Von der Piazza XX Settembre, auf der die Kirche steht, hat man ein Panorama auf das Belbo-Tal. Vor der kleinen Aussichtsplattform ins Tal steht seit 2015 der L’angelo dell’Alta Langa (Der Engel der Alta Langa), ein monumentales Werk des zeitgenössischen Künstlers Daniele Cazzato.

## Persönlichkeit
- Camillo Filippo Cabutti (Bossolasco *18 Dezember 1860 – Turin, †16 November 1921), italienischer Maler[3]